# 니사군

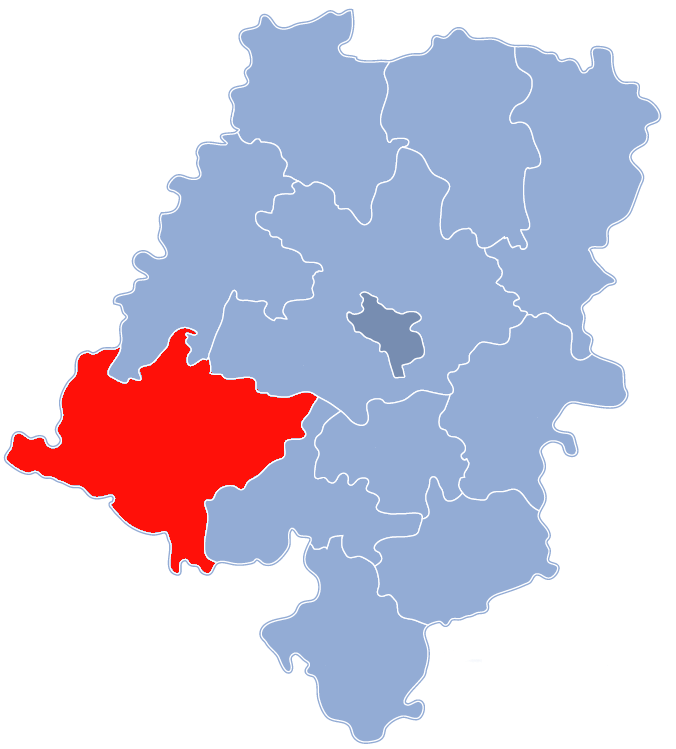
오폴레주 지도에 표시된 니사군의 위치

니사군(폴란드어: powiat nyski)은 폴란드 오폴레주에 위치한 군으로 군청 소재지는 니사이며 면적은 1,223.87km2, 인구는 136,393명(2019년 6월 30일 기준), 인구 밀도는 110명/km2이다.
서쪽으로는 돌니실롱스크주 종프코비체군, 북쪽으로는 브제크군, 돌니실롱스크주 스트셸린군, 북동족으로는 오폴레군, 남동쪽으로는 프루드니크군과 접하며 남서쪽으로는 체코와 국경을 접한다. 9개 지방 자치체(5개 도시형 농촌, 4개 농촌)를 관할한다.

군기
군 문장